# 学陽書房
株式会社学陽書房（がくようしょぼう）は、東京都千代田区に本社を置く出版社。
法律書・法令集・教育書の出版を中心としているが、歴史上の人物・有名人の伝記を収めた『人物文庫』などの出版も行っている。

## 沿革
- 1948年（昭和23年）5月 - 東京都千代田区日本橋茅場町で創業。
- 1950年（昭和25年）5月 - 東京都千代田区富士見に株式会社として移転。
- 1981年（昭和56年）5月 - 東京都新宿区市谷薬王寺町に本社移転。
- 1998年（平成10年）3月 - 東京都千代田区飯田橋に本社社屋を竣工。

## おもな刊行物
行政関係の法規集・解説書を中心に、法律実務書、教育書、大学テキスト、文庫、一般教養書などを発行。

### 書籍
- 金融六法
- 農林水産六法
- 教育小六法
- 都政六法
- 共済小六法
- 財政小六法
- 地方自治小六法
- 地方自治ポケット六法
- 人事小六法
- 給与小六法
- 建設小六法（1996年（平成8年）版まで刊行）
- 予算の見方・つくり方
- 教育法規便覧
- 教育課題便覧
- レコードマップ

### 文庫
- 人物文庫
- 女性文庫
- 学陽文庫